# Molineuf
Molineuf település Franciaországban, Loir-et-Cher megyében. Lakosainak száma 746 fő (2018. január 1.).

## Népesség
A település népességének változása:
| Lakosok száma | 368  | 409  | 552  | 810  | 801  | 800  | 784  | 2509 | 760  | 746  |
|               | 1962 | 1968 | 1975 | 1990 | 1999 | 2008 | 2013 | 2016 | 2017 | 2018 |